# Ephyrodes quatiens
Ephyrodes quatiens är en fjärilsart som beskrevs av Walker 1858. Ephyrodes quatiens ingår i släktet Ephyrodes och familjen nattflyn. Inga underarter finns listade i Catalogue of Life.